# 日韓貿易紛争
日韓貿易紛争（にっかんぼうえきふんそう）は、日本が2019年7月に安全保障上の理由をあげて大韓民国向けの半導体素材の輸出管理を強化、韓国がそれに応酬を加えることで起きた貿易に関する二国間の対立問題である。「日韓輸出管理問題」「対韓輸出管理問題」「対韓輸出規制」（複数の日本メディア）、「日韓経済戦争」、「日韓貿易戦争」、「日韓貿易摩擦」、「日韓貿易対立」、「日本による輸出管理」（朝: 일본 경제보복）などの呼称がある。
日本のキャッチオール規制（補完的輸出規制）において2019年8月2日に優遇措置の対象国であるホワイト国（8月2日より「グループA」に改称）から韓国を除外することを決定、8月28日から施行し、それに対抗して韓国政府も同年8月12日に、安全保障上の輸出管理で優遇措置の対象国から日本を除外する制度改正案を発表し、9月18日に施行した。
その後も、韓国がGSOMIA協定の破棄を通告するなど日韓関係が「戦後最悪」と呼ばれるまでに著しく悪化したものの、2022年に成立した保守派の尹錫悦政権が日本との関係改善に取り組んだ事により、2023年7月21日に日本政府が韓国を「グループA」（旧ホワイト国）に復帰させたことで、4年に及ぶ日韓の貿易紛争は事実上終結した。

## 背景
両国は2010年代後半以前にも、特に戦前において日本が朝鮮半島を統治していた歴史問題を巡って対立を繰り返してきた。
特に2018年後半以降、日本の安倍晋三政権と韓国文在寅政権との間で歴史認識・防衛問題を巡る対立が激化していた。慰安婦問題日韓合意に基づく慰安婦財団の韓国による解散（2018年11月）、韓国海軍艦艇による自衛隊機への火器管制レーダー照射（同年12月）、文喜相韓国国会議長による天皇（当時）への謝罪要求（2019年2月）などがあり、すでに対立は深刻化していた。
徴用工訴訟問題で大法院が日本企業に賠償を命ずる判決を下したこと（2018年10月）に対し、日本は日韓請求権協定を反故にされたとし、日韓関係の「法的基盤を根本から覆すもの」と強く反発した。日本は日韓請求権協定に基づく仲裁委員会の設置を求めたが、韓国はこれを無視した。

### 韓国による大量破壊兵器関連物資の不正輸出
FNNが入手した韓国産業通商資源省作成のリストによれば、韓国から兵器に転用できる戦略物資が密輸出された案件は、2015年から2019年3月にかけての4年間で156件にのぼる。密輸出された品目は、核兵器や生物化学兵器の製造・開発・使用に利用可能な物質で、今回の日本の輸出優遇撤廃措置の対象となった3品目の1つであるフッ化水素酸も含まれる。
国連安保理北朝鮮制裁委員会のパネル委員だった古川勝久は、「大量破壊兵器関連の規制品をめぐる輸出規制違反事件がこれほど摘発されていたのに、韓国政府がこれまで公表していなかったことに驚いている」、「この情報を見る限り、韓国をホワイト国として扱うのは難しいのではないか」とコメントしている。
一方、韓国メディアでは、日本と韓国では貿易品の分類コードが異なるため（韓国では半導体用のフッ化水素酸とその他の用途のフッ化水素酸は別のコード、日本ではフッ化水素酸は全て同じコード）、日本メディアが主張した大量のフッ化水素酸が消えたとする根拠に問題があり、また日本の送り返すことになったフッ化水素酸も原産国は日本ではなく中国であったケースが多いため大量のフッ化水素酸が消えたと報道されたとした。

## 時系列
- 2016年（平成28年）6月以来、日韓の貿易管理についての局長級協議が2019年12月まで行われていなかった[21]。
- 2019年（令和元年）
  - 7月1日 - 日本の経済産業省が、半導体材料3品目（レジスト、高純度フッ化水素、フッ化ポリイミド）について包括的輸出許可から個別輸出許可へ切り替えると発表。同時に、輸出管理上のカテゴリーにおいて韓国をホワイト国（旧名称、現：グループA）から除外する件について、パブリックコメントの受付を開始した。事実上はホワイト国からの除外の予告[22]。
  - 7月2日 - 世耕弘成経済産業大臣は記者会見で輸出管理強化を「対抗措置ではない」と前置きしつつ、徴用工問題を挙げて「韓国との信頼関係が著しく損なわれた」と述べた[23]。
  - 7月3日 - 韓国政府が半導体材料や装置の国産化支援に毎年1兆ウォンの予算を充てる構想を発表。
  - 7月4日 - 日本の個別輸出許可への切り替えが発効。
  - 7月9日 - 世界貿易機関（WTO）理事会。出席した韓国大使が日本政府による7月4日の措置を批判し[24]、撤回を求めた[25]。
  - 7月17日 - 東アジア首脳会議高級実務者会議。韓国の尹相欽通商協力局長は、日本の対韓輸出規制強化が不当だと説明した[24]。
  - 7月24日 - WTOの一般理事会で、日本が実施した半導体材料の対韓輸出規制が議題になったが[26]、日韓以外からの発言は無かった[6]。メディアの取材に対して複数の国が、複雑な歴史が絡む日韓の対立に巻き込まれることは望んでおらず[6]、2国間で対処すべき問題だとコメントした[27]。
  - 7月26日 - 東アジア地域包括的経済連携の事務レベル会合に出席した韓国側担当者が、日本の輸出規制を批判し、撤回を求めた[26]。
  - 7月26日 - 第26回日米韓国会議員会議が開催された。事前の韓国の聯合ニュースの報道では、「日本政府による対韓輸出規制問題が主な議題になる」[28]とされたが、実際に韓国の丁世均を団長とする国会議員団がどうような発言をしたかは確認できない。
  - 8月1日 - 日本の河野太郎外相と韓国の康京和外交部長官がタイのバンコクで会談し、韓国はGSOMIAに影響を与えることを示唆した[29]。
  - 8月2日 - 日本政府は、韓国をホワイト国から除外する旨を定めた輸出貿易管理令の一部を改正する政令を閣議決定した[注 3]。また、「ホワイト国」の名称を廃止し、新たにグループ制に切り替えると発表した。韓国は「グループB」に割り当てられた[注 4]。同日、韓国の洪楠基経済副首相兼企画財政部長官は日本を韓国の「ホワイト国」から外すと示唆した[30]。
  - 8月4日まで - 8月上旬に集中して開催された韓国とASEANの外相会議、ASEANプラス3外相会議、東アジア首脳会議外相会議、韓国とメコン地域5カ国外相会議にて、康京和をはじめとする韓国代表団は、韓国に対する日本の経済報復措置が不当だと積極的にアピールした[31]。
  - 8月7日 - 日本の「輸出貿易管理令の一部を改正する政令」が公布。
  - 8月8日 - 韓国環境部は、「火力発電所から排出されセメントの材料となる石炭灰の輸入にあたって、従来は一部に限っていた放射線検査を全てに義務付ける」と発表[32]。
  - 8月12日 - 韓国政府は韓国の「ホワイト国」から日本を除外する方針を発表[33]。
  - 8月22日 - 韓国大統領府が国家安全保障会議（NSC）の常任委員会を開き、日韓で防衛秘密を共有する日韓秘密軍事情報保護協定（GSOMIA）の破棄を決定[34]。
  - 8月23日 - 韓国外交部が日本の長嶺安政・駐韓大使を呼び出し、GSOMIA破棄を通告[35]。
  - 8月27日 - 武器貿易条約締約国会議に出席した韓国政府代表団の首席代表が、日本の輸出規制措置が不当だとアピールした[36]。
  - 8月28日午前0時 - 日本の「輸出貿易管理令の一部を改正する政令」が発効[37]。
  - 8月29日 - 第3次アジア太平洋経済協力会議高官会議に出席したユン・カンヒョン経済外交調整官が、日本の輸出規制措置について問題提起した。
  - 9月11日 - 日本による半導体原料3品目の輸出厳格化を不当として、韓国が日本に対しWTO協定に基づく二国間協議を要請（いわゆるWTO提訴）[38][39]。
  - 9月18日 - 韓国が「ホワイト国」から日本を正式に除外[40]。
  - 9月20日 - ASEAN＋3及び東アジア首脳会議高級実務者会合に出席した韓国の尹淳九外交部次官補が、日本の対韓国輸出規制を批判した[41]。
  - 9月30日 - WTOの紛争解決機関（DSB）の会合で、日本から輸入されたバルブに韓国が課した反ダンピング関税はWTO協定違反と認めた上級委員会の判断が採択された[42]。これにより、韓国のダンピング防止課税措置がWTO協定に非整合的であるとして措置の是正を勧告する判断が確定した。
  - 10月11日
    - 日本による対韓輸出規制開始から100日経過[43]。
    - 日本による半導体原料3品目の輸出厳格化についてWTO協定に基づく二国間協議を実施[44][45]。

  - 10月24日 - 日本の安倍首相と韓国の李洛淵首相が東京で会談し、貿易と外交紛争を解決することに合意[46][47][48]。
  - 11月4日 - ASEAN関連会議が行われ、タイのバンコク郊外で日本の安倍首相と韓国の文大統領が11分間面談[49][50]。
  - 11月17日までに、日本政府がステラケミファに液体フッ化水素の韓国企業向け輸出を許可[51]
  - 11月19日 - 日本による半導体原料3品目の輸出厳格化についてWTO協定に基づく二国間協議（第2回）を実施[52][53]。
  - 11月22日 - 韓国は日本に対するWTO提訴の手続き及び「日韓GSOMIAの終了通告」の効力を停止すると発表[54][55]。また、日本の経済産業省は2016年6月以来途絶していた日韓の貿易管理についての局長級の政策対話を再開すると発表した[21][56]。NHKは、経済産業省の飯田陽一貿易管理部長が「政策対話を再開する理由について『韓国からWTOプロセスを中断するという通告があったことを踏まえると韓国側が現状の問題点について改善に向けた意欲を示していると受け止めることができると判断した』と述べた」と報じた[56]。なお、経済産業省はこの発表自体はHPに掲載していない[57]。
  - 11月24日
    - 韓国大統領府の鄭義溶（チョン・ウィヨン）・国家安保室長がプサン（釜山）で、日本の経済産業省が発表の中で、韓国側が貿易管理体制の改善に向けた意欲を示していることから政策対話を行うとしたことについて「完全に事実と異なる[58]。そもそも、経済産業省の発表どおりであれば、合意できなかっただろう」と記者団対して述べ、遺憾の意を表明した[59]。「韓国政府が日本側の対応について抗議し、日本側は『韓国の立場を理解する』として経済産業省の発表内容について陳謝したとしている」とNHKが報じた[59]。
    - 経済産業省は公式Twitterで24日夜遅く、22日の発表内容について「骨子は韓国政府と事前にすり合わせたものです」というコメントを投稿[60]。さらに経済産業省の幹部が「22日の記者会見の後、韓国側の問い合わせに応じて発表内容を詳しく説明していたと述べ『韓国側の主張は、遺憾だ。このままでは信頼関係を失いかねない』と話している」とNHKが報じた[61]。

  - 11月26日 - 韓国の聯合ニュースは、「日本政府が韓日軍事情報包括保護協定（GSOMIA）の条件付き終了延期を巡って事実と異なる合意内容を発表したことについて、外務事務次官の謝罪のメッセージを韓国側に伝えた」と報道した[62]。
  - 11月28日 - 輸出管理政策対話の課長級の準備会合を実施[63]。
  - 12月4日 - 輸出管理政策対話についてウィーンで局長級準備会合を開催[64]。
  - 12月16日 - 東京において第7回輸出管理政策対話を開催[65]。経済産業省は「今回の政策対話では、機微技術管理をめぐる情勢・課題や日韓双方の輸出管理制度やその運用についても専門的観点から幅広く意見交換を行い」「さらに、両者は、今後も引き続き懸案の解決に資するべく、輸出管理政策対話を継続していくことに合意した」と発表した[65]。
  - 12月24日 - 日本政府が森田化学工業に高純度液体フッ化水素の韓国企業への輸出許可を行う[66]。
- 2020年（令和2年）
  - 2月21日 - 経済産業省は、ソウル特別市において、韓国産業通商資源部との間で局長級の準備会合を開催し、第8回輸出管理政策対話を3月10日にソウルで開催することで合意した[67]。経済産業省は「同政策対話において、両者は両国の輸出管理制度・運用についての更なる改善状況をアップデートすることも含め、懸案の解決に資するべく、議論を進めることとしています。」と発表した[67]。
  - 3月10日 - 日本国経済産業省は、韓国産業通商資源部との間で、第8回輸出管理政策対話をテレビ会議で開催した[68]。この対話は、3月10日（火曜日）10時00分～3月11日（水曜日）1時50分と長時間に及んだ。経済産業省は「今回の政策対話では、両者は、懸案の解決に資するべく、両国の貿易管理・機微技術管理に係る制度・運用に関する改善状況のアップデートを紹介し、意見交換を行った。その中で、両者は、韓国側における最近の進展を含めた、両国の法的基盤や体制の改善計画を歓迎するとともに、両国の貿易管理・技術移転管理の実効性が一層向上することを期待するとの認識で一致しました。また、両者は、現下の国際的な安全保障環境にかんがみ、今後とも、それぞれの責任と裁量の下に、実効的な輸出管理を推進することが必要であるとの認識を共有した。このような認識の下、両者は、引き続き、輸出管理当局間で懸案事項として議論されている3品目・国カテゴリー・通常兵器キャッチオール制度・審査体制等の解決に資するべく、輸出管理政策対話と意思疎通を継続していくことに合意した」と発表した[68]。
    - 報道では「韓国は法整備で管理体制を改善したと主張したが、日本は厳格運用の緩和に慎重な姿勢を崩さなかったようだ[69]」「日本の対韓輸出規制を巡り進展を図ることができなかった[70]」と日韓のメディアは、いずれも否定的な内容と伝えた。なお当初はソウル特別市で開催と発表[67]されたが、テレビ会議形式となった。その理由について経済産業省は公式に発表していないが、日本経済新聞は、新型コロナウイルスの感染拡大による、日本人の入国制限の影響と報道している[69]。

  - 5月30日 - 韓国は、2019年のWTOの紛争解決機関の勧告において問題とされた、価格効果の分析方法等について追加的な調査・分析および措置を行い勧告を履行し、WTOに通報[71]したと発表した[72]。課税自体は問題がないとして継続している。この韓国の通報に対し、日本は7月1日現在、何らかの措置をとってはいない。
  - 6月18日 - 韓国は、WTOの紛争解決機関に対し、協議が不調に終わったとしてパネルの設置を要請した[73]。
  - 6月29日 - 紛争解決機関の会合で、韓国の要請が議題となった[74]。次回7月29日の紛争解決機関の会合でパネルの設置が決定される。
  - 7月29日 - 紛争解決機関の会合で、パネルの設置が決定された[75]。
- 2022年（令和4年）
  - 8月4日 - この日に行われた日韓外相会談の中で、韓国側が日本が2019年に強化した対韓輸出管理の解除を求めたと韓国メディアが伝えたと、日本の時事通信が8月6日に報道した[76]。更に日本の産経新聞は8月20日に分かったとして、日韓外相会談の中で韓国側はホワイト国への復帰を日本側に求めたが、日本は要請に応じなかったと、報道した[77]。複数の政府関係者によるという記事である[77]。また時事通信、産経新聞とも日本及び韓国の外務省への確認をしたかは報道していない。
  - 10月25日 - パネルの設置が決定された以後、パネリストの選任がされないまま現在に至っている[75]。
- 2023年（令和5年）
  - 3月6日 - 韓国政府が旧朝鮮半島出身労働者問題の解決案を表明した。
  - 3月7日 - 経済産業省は、「日韓両国政府は、輸出管理に関する日韓間の懸案事項について、双方が2019年7月以前の状態に戻すべく、2020年3月を最後に途絶えていた局長級対話を再開する。なお、韓国政府は、関連協議が行われる間、WTO紛争解決手続きを中断する」と発表した[78]。
  - 3月16日 - この日までの3日間、日韓輸出管理政策対話を実施された。政策対話では、フッ化水素・フッ化ポリイミド・レジストについて、韓国側の輸出管理当局の体制・運用、制度の措置状況を含めた輸出管理の実効性が確認された。 また韓国側の輸出管理当局の体制・運用の拡充、制度の措置状況等について検証した結果、その取組や実効性の改善が認めれ、韓国側からは、日本の輸出管理に関するWTOへの申立てを取り下げる旨の発表がされることが確認された。このため経済産業省はフッ化水素・フッ化ポリイミド・レジストの輸出管理の運用見直しを決定した[79][80][81]。なお、輸出管理の運用見直しとは、2019年7月以前のように、特別一般包括許可（貨物・技術の機微度に応じて、一定の仕向地・品目の組合せの輸出をまとめて（原則3年間）許可する制度）を適用すること[79]であるが、国別カテゴリーの取扱いについては、対話を継続[79]とされ、これについて西村康稔経済産業大臣は17日の閣議後の記者会見「グループＡ」へ韓国を再指定することについて「幅広い品目における韓国側の輸出管理制度の実効性をしっかり確認し、今後の姿勢を慎重に見極めていきたい」と述べた[82]。
  - 3月21日 - 韓国がGSOMIAの運用正常化を書面で通知[83]。
  - 3月23日
    - 日本の経済産業省は、フッ化水素・フッ化ポリイミド・レジストの輸出管理の運用見直しを行うための「輸出貿易管理令の運用について」等の一部を改正する通達についてを出し、同日に実施した[84]。
    - 韓国は、日本の輸出管理に関するWTOへの申立ての取り下げを正式にWTOに対して行った[85]。

  - 4月28日 - 経産省は、韓国側の輸出管理の制度や運用状況を確認した結果、軍事転用への懸念が解消されたと判断し、韓国をグループA（ホワイト国）に復帰させると発表[86][87][88]。
  - 6月27日 - 韓国をグループA（ホワイト国）に復帰させる政令改正を閣議決定[89][90][91]。（政令改正案）
  - 6月30日 - 改正政令が公布。
  - 7月21日 - 改正政令が施行。韓国がグループA（旧ホワイト国）に復帰。

## 争点
半導体製品を主力とする2010年代の韓国の製造業において、日本から輸入した素材・部品を韓国が完成品に組み立てて世界に輸出するという、日韓の分業体制が確立していた。ゆえに2018年の韓国の対日貿易赤字は240億ドルと国別では最大であり、2019年1〜6月の対日赤字のうち電子部品が20億ドルを超えていた。

### 半導体原料の輸出管理
2019年7月1日に日本の経済産業省は、韓国向けに輸出される軍事転用可能な一部の半導体関連物品について、企業ごとに一定期間包括的に許可する方式から、契約ごとに個別審査する方式へ切り替えると発表した。品目は、半導体の基板に塗る感光材の「レジスト」、半導体の洗浄に使う「フッ化水素」、ディスプレイパネルの素材となる「フッ素化ポリイミド」の3品目が指定された。通常ならば個別輸出許可の手続きには90日程度かかり、これは半導体製品の輸出が経済を支える韓国にとって、日本からの円滑な資材調達が困難になることを意味した。特に上記3品目は日本企業のシェアが大きく、韓国企業に少なくない影響が見込まれた。
日本政府はこの措置について、あくまで日本国内における制度運用の問題であり、韓国と協議する理由は無いとの立場を示した。また、世耕経産相は、この措置は「（徴用工問題への）対抗措置ではない」としつつ「韓国との信頼関係が損なわれ、輸出管理に取り組むことが困難になった」と一定の因果関係は認めた。そして8月8日に、規制後初めて3品目の一部について、審査により軍事転用の恐れなしとして輸出許可を出し、「正当な取引については恣意的な運用をせず許可を出している」と説明した。
韓国にとって7月1日の日本の発表は、文大統領も出席したG20大阪サミットの直後だったため、寝耳に水に近いものだった。韓国は日本の措置を、徴用工問題への報復として日本から仕掛けてきた経済戦争と捉え、日本に協議と撤回を求めた。7月3日に韓国政府は、半導体材料や装置の国産化支援に毎年1兆ウォンの予算を充てる構想を発表した。そして7月24日に世界貿易機関（WTO）の一般理事会でこの問題を提起し、日本の措置は徴用工問題への報復という外交的な下心によるもので、WTOの存在意義を損ね世界経済に混乱をもたらすと訴え、9月11日付で正式にWTOへ日本を提訴した。ARFやRCEPの会合においても日本の措置を非難した。

### ホワイト国からの除外
2019年8月2日に日本政府は、輸出管理上のキャッチオール規制（補完的輸出規制）における優遇措置、いわゆる「ホワイト国」（のち「グループA」へ改称）から韓国を除外する旨を閣議決定し、政令改正を経て28日より施行するとした。（韓国はアジアで唯一のホワイト国だった。）これにより、韓国向けの輸出管理は包括許可から個別許可へ戻されることになり、対象品目（最大で1000品目程度）になった場合は審査に最長で2〜3か月かかることになった。
日本側の主張としては、ホワイト国からの除外はあくまで「手続きの見直し」であって「輸出規制」ではなく、安全保障上の見地から日本国内での制度運用を見直すものに過ぎないというものである（韓国が北朝鮮向けに無許可で物資支援を行ったり、日本からの輸出品の横流しをしているのではないかとの疑念が、日本では生じていた）。また日本から求めた輸出管理に関する協議を、韓国は3年にわたって拒んでいた。8月2日、菅官房長官は、今回の措置は「経済報復」ではないと主張し、外務省幹部も「通常の手続きに戻すだけなのに（韓国は）禁輸のように騒いでいる」と主張した。
韓国では、8月2日午前の日本の発表を受け、午後には文大統領が閣議を主宰し、テレビの生中継で「極めて無謀な決定」「状況を悪化させた責任は日本政府にある。今後起きる事態の責任も全面的に日本政府にあることを警告する」「日本の不当な経済報復措置に対する相応の措置を断固としてとっていく」と日本を強く非難した。同日、洪楠基経済副首相兼企画財政部長官は、日本を韓国版「ホワイト国」から外すと発表し、WTOへ日本を提訴する準備を進めると明かした。8月5日に韓国政府は、半導体、ディスプレイ、自動車、電機・電子、機械・金属、基礎化学の6大分野から100品目を戦略品目に指定し、それら主要な部品・素材の国産化に向けて7年間で7兆8000億ウォンをあてると発表し、特に日本が輸出管理を厳格化した半導体素材3品目を含む重要20品目については1年以内に供給を安定化させ「脱日本依存」を図るとした。9月18日には韓国側も「国際的な輸出管理体制の基本原則に反して制度を運用する国とは協調が難しい」として、輸出手続きを簡略化できる優遇国のリストから日本を正式に外し、対日輸出は原則として包括許可から個別許可へ切り替えられた。

### 日韓GSOMIA協定の破棄通告
2016年より日韓初の防衛協力協定である軍事情報包括保護協定・GSOMIA（日韓秘密軍事情報保護協定）を締結し、日韓は防衛当局間での情報共有を図ってきたが、自動更新を迎える8月24日以前に韓国が日本への対抗措置として破棄を通告した場合は、北朝鮮の核・ミサイルへの対応にあたり、米国も含め足並みの乱れが生じると危惧された。
韓国の徐薫国家情報院長は8月1日に「GSOMIAは内容上の実益も重要であり、象徴的意味も重要だ」と破棄に否定的な考えを示し、盧英敏大統領府秘書室長も8月6日に、アメリカの意向も踏まえると破棄には慎重にならざるを得ないとの立場を示した。
韓国大統領府（青瓦台）は2019年8月22日、国家安全保障会議（NSC）の常任委員会を開き、日韓で防衛秘密を共有する日韓軍事情報包括保護協定（GSOMIA）の破棄を決めた。輸出管理を厳しくした日本への反発から韓国政府内では破棄論が強まっていた。破棄決定により、同年11月23日午前0時に効力を失う予定となっていた。
GSOMIA破棄に対し、河野外相は駐日大使に抗議した。また、アメリカのマイク・ポンペオ国務長官は、「我々は韓国の決定に失望している」と述べた。これに対して、韓国の李洛淵首相は8月26日、GSOMIA破棄決定について、「日本が根拠も示さず、韓国を安全保障上信頼できない国であるかのようにレッテルを貼り、（輸出手続きを簡略化できる）輸出優遇国のリストから韓国を外したためだ」と説明。「日本の不当な措置が元に戻れば、わが政府もGSOMIAを再検討することが望ましい」と述べた。
2019年11月22日に韓国は「日韓GSOMIAの終了通告」の効力を停止するとしたため、GSOMIAの失効は当面はなくなった。

## 経済への影響

### 日本への影響
2019年8月の貿易統計上、韓国へのフッ化水素の輸出量がゼロとなり、9月から11月にかけて1トン未満と極めて低い水準が続いた。フォトレジストの輸出額も8月から9月にかけて激減したが、12月以降は復調している。

フッ化水素の専業メーカーであり森田化学は対韓輸出の管理強化により2019年の純利益が9割減少した。

### 韓国への影響
日本からの輸出規制が強化された高純度フッ化水素やレジストについて、韓国企業は政府と共に国産化を進めた。サムスン電子が2019年9月までに中国から輸入し韓国で加工したフッ化水素を一部のラインに試験的に投入し始めるなど、韓国企業は日本産フッ化水素への依存度を低減するための試みを行っている。2020年1月には米国の化学メーカーデュポンが韓国にレジスト生産施設を設けるための投資計画を発表した
2020年6月SKマテリアルズは半導体向けフッ化水素の量産を開始した。

管理強化により日華化学、ダイキン、昭和電工など韓国での半導体向け材料の現地生産を増やす日本企業が増えた。

### その他の経済的影響

#### 日本側
韓国では日本製品不買運動が広がった。2019年9月、10月の韓国への輸出額はそれぞれ前年同月比で15.9%、23.1%減少した。2019年8月以降日本から韓国へのビールや清酒の輸出が落ち込み、10月にはビールの輸出額がゼロとなった。不買運動が一因となり、「ユニクロ」などを展開するファーストリテイリングの2019年9～11月期の決算において、海外ユニクロ事業の営業利益が前年同期比28％減の378億円と低迷した。「無印良品」を展開する良品計画の2019年3～11月期の売上高は増加したものの営業利益では14.5%減益となった。自動車においても、トヨタ自動車で2020年1月の韓国での販売台数が前年同月比59.9%減となるなど大きな影響が出ている。
この結果、ファーストリテイリングの一部門である「GU」や日産自動車が韓国市場からの撤退を2020年7月までに決定した。
その一方で、代わりとなる製品やブランドが無いなどの理由から「ダイソー」を展開する大創産業や任天堂、アシックス、ソニーのように不買運動の影響を受けなかった日本企業（またはその合弁会社）も存在する。また、前述の良品計画を始め、日本企業というイメージが低いことから、ABCマートやデサントなども不買運動開始直後は影響があったが2020年7月現在は安定していて業績も好調だと報じられている企業もある。そのため、「口だけで実践する不買運動」「選択的不買運動」「ビュッフェ式反日」などと指摘する韓国国内の声もある。
韓国から日本への旅行のキャンセルが相次ぎ、対馬や鳥取など韓国人観光客を多数受け入れてきた地域では影響が出た。2019年の訪日観光客は前年より2.2%増加したものの、韓国からの観光客に限ってみれば約177万人減の5,584,597人に落ち込んだ（一方で人気アニメ『ラブライブ!サンシャイン!!』の舞台となっている静岡県沼津市などのように団体客の訪問は減少したが、個人客の訪問は然程影響していない地域もある）。また、ソウル聯合ニュースによると、約70%が日本旅行をキャンセル、または行き先を変更していたという。

#### 韓国側
韓国による石炭灰の輸入検査措置の強化に対して、韓国国内のセメント業界・建設業界を中心に反対意見が上がった。2019年8月の韓国のアジア経済紙において、韓国セメント業界での日本産石炭灰への依存度が40%であるため、1週間分の在庫を使い切った後、生産中断の状態に陥る可能性が高いと見られるとする見方が伝えられた。
韓国から日本への旅行のキャンセルにより、航空業界では格安航空会社（LCC）を中心に日韓路線減便、運休が相次ぎ、特に日本路線の比重が高いLCCは大きな打撃を受けることとなった。韓国の航空各社は日本路線運休分を中国方面に振り替えていたが、2020年1月頃から感染が拡大し始めた新型コロナウイルスの影響でLCCやアシアナ航空の経営が著しく悪化するなど、更なる打撃を受けている。2020年7月には、経営危機に陥っていたLCCイースター航空の同業他社による買収計画が撤回され、清算手続きに入る可能性が高く、職員1600人余りが大量失職の事態になっている。

## 反応

### 日本世論の反応
日本での事前のパブリックコメントでは9割が韓国のホワイト国除外を支持し、除外発表直後に『産経新聞』・FNNが共同で行った世論調査では除外「支持」が67.6%にのぼり、「不支持」の19.4%を大きく上回った。共同通信が8月17日、18日に実施した世論調査でも、韓国のホワイト国除外を「評価する」声が68.1％で、「評価しない」が20.1％という結果となった。
『読売新聞』が7月22日～23日に行った世論調査では、対韓輸出管理厳格化への「支持」は71%、「不支持」が17%と日本政府の対応を多数の日本国民が支持したとの結果が伝えられた。
日本の輸出規制に対するメディアの反応は、愚行として即時撤回を主張する『朝日新聞』と、韓国の不当な行為への意思表示として継続を求める『産経新聞』のように論調が分かれた。
2021年5月12日の『朝日新聞』社説「日韓関係 首脳自ら事態の打開を」は、日韓首脳が会談を開いて事態の打開を図るべきだと主張したが、これについて鈴置高史は、「でも、菅首相も世論も動きはしなかった。『朝日が日韓首脳会談をやれと言うのなら、しない方が日本のためになるのだな』と考える人が増えているからです」「注目すべきは日本の世論です。文在寅政権の慰安婦合意の事実上の破棄と、韓国最高裁判所の『自称・徴用工判決』により『韓国は平気で約束を破る国だ』との認識を日本人が確固として持ちました」と指摘している。

### 韓国世論の反応

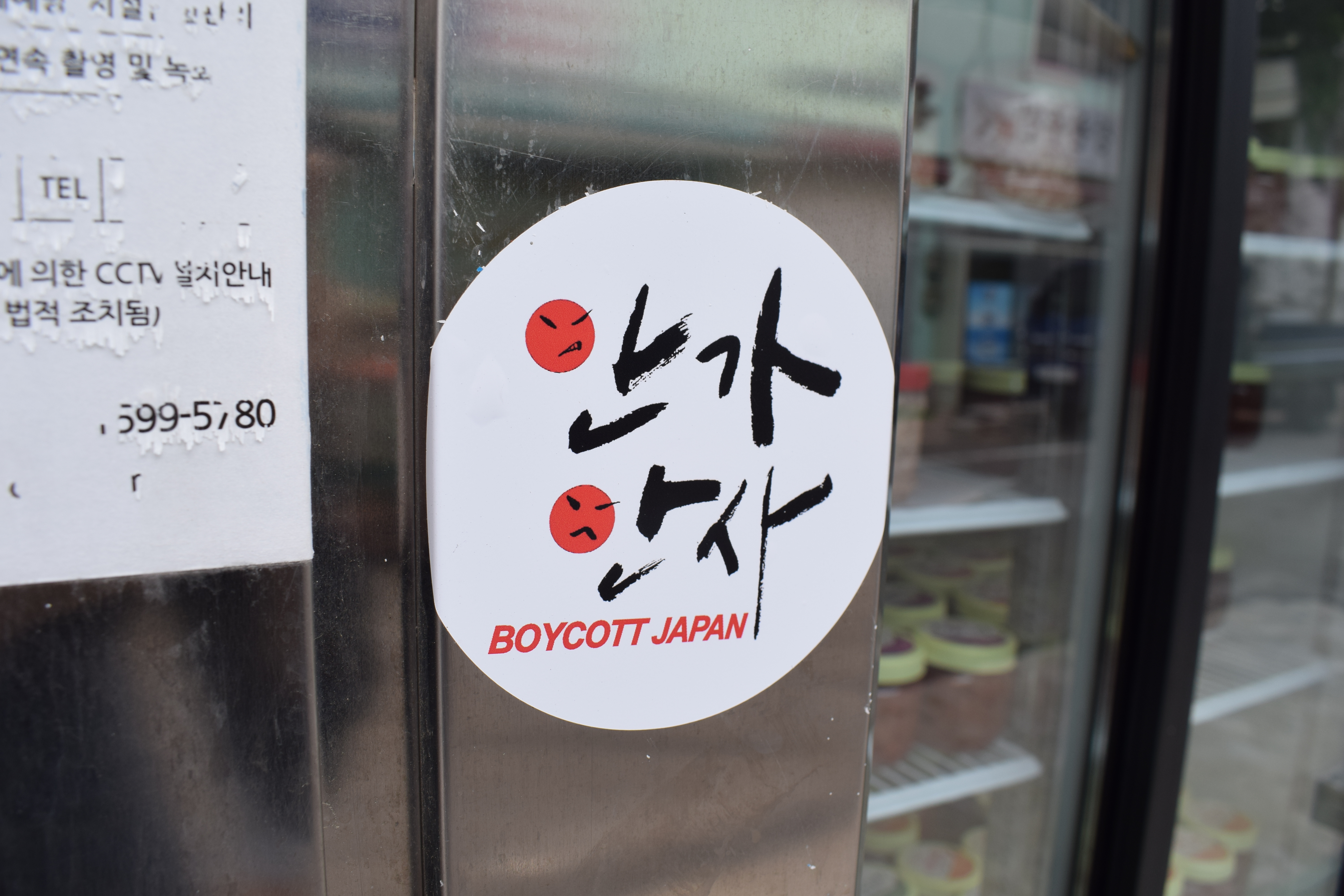
韓国木浦市の「ボイコット・ジャパン」ステッカー

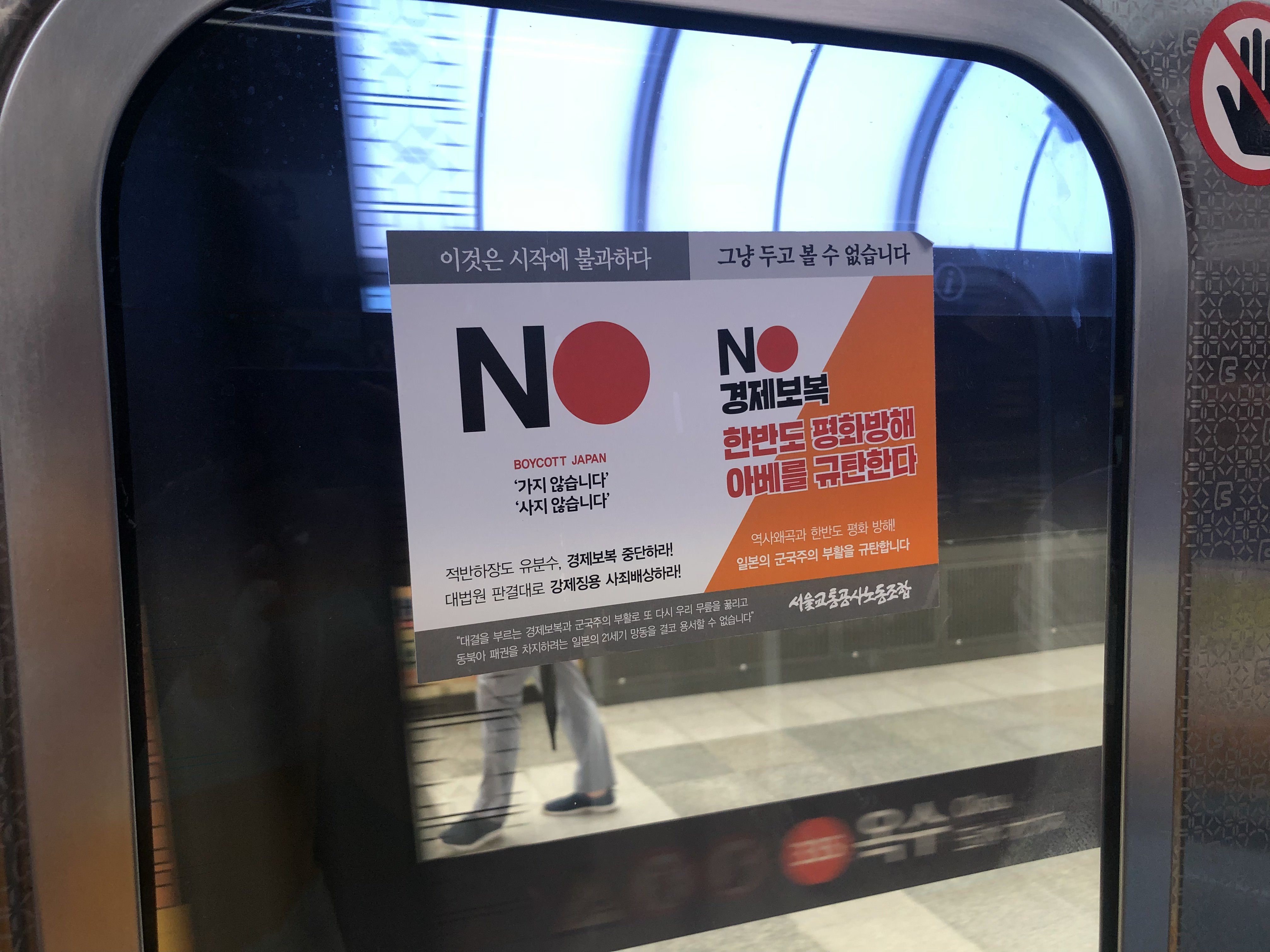
ソウル地下鉄車内の「ボイコット・ジャパン」ステッカー

韓国市民の間では、日本製品不買運動が盛り上がりを見せたが、日本製品の韓国向け輸出は全体の数パーセントであり、日本製品不買運動による日本側への影響は限定的と見られている。具体的な例として以下のようなものが挙げられる。
2023年3月16日、経済産業省はフッ化水素・フッ化ポリイミド・レジストの対韓輸出規制の解除を決定した。それに伴い、韓国政府も日本の輸出規制措置に対するWTOへの提訴を取り下げることを決定した。
- 韓国のネット上では、「ノーノージャパン（朝鮮語版）」という日本産ビール、ユニクロの衣料品などの日本製品及びその代替物の韓国・他国製品を掲載するサイトが登場し、アクセス数が持続的に増大していた[145]。
- 韓国の化粧品会社韓国コルマー（朝鮮語版）（日本コルマーの現地子会社）の会長による親日・文在寅批判動画の放映[146]やDHCの子会社が制作するネット番組「虎ノ門ニュース」の出演者による嫌韓発言[147]が韓国国内で物議を醸したため、当該企業の製品への不買運動が激しくなり、韓国コルマー、DHCコリアの代表が謝罪した。その後、DHCは韓国市場から撤退した。
- 7月末、ソウルの西大門刑務所で韓国の地方自治体の首長らによる日本の措置に反対する糾弾大会が開かれた。日本の措置に対応する連合体も発足し、約100の地方自治体では日本製品の購入や公務員の訪日中断を掲げた。うちソウル市中区では徐良鎬区長の指示で、8月6日に同区内に1000本以上の「ノージャパン」の旗を設置したが、明洞など観光客を相手に商売をしている商店主からの批判や「韓国が好きで訪れた日本人への礼儀に欠ける」との批判が殺到したため同日中に撤去された。江南区では区内の万国旗から日章旗を撤去された。西大門区や水原市では役所内に日本製事務用品の回収箱が設置された。釜山広域市では日本の友好都市との行政交流の中断が発表された[148]。
- 韓国の一般民衆の間では2020年東京オリンピックをボイコットする動きが見られた。与党・共に民主党の一部からもオリンピック選手への福島県産農水産物の提供などを理由として日本を批判した[149]。

韓国国内では「安倍政権による経済侵略」の見方が強く、またソウル市中区の一件から日本自体と安倍政権は区別すべきだと意見もあり、日本の「良心的市民」と連携するために「NO JAPAN」ではなく「No安倍」というプラカードを掲げるデモが行われた。
2019年7月27日からは、ソウル市中心部の広場でローソクデモが行われ、初日には5000人が集まった。これは親北朝鮮系とされる学生団体・韓国大学生進歩連合が主催し、民主労総や全教組など、かつて朴槿恵政権弾劾を主導した596団体が加わった。
一方で、このような不買運動に対して、ビールやファッションなど簡単に不買・排除できる物のみをターゲットにして、カメラなど代替品がないものは日本製を使い続けている矛盾を指摘し、自己満足を得るための行為以外の何物でもないと批判する者もいる。
2022年に入ると、同年に行われた大統領選挙により、保守系政党から出馬し当選した尹錫悦が日韓関係の改善に取り組むことを示したのに加え、長らく続いた「反日疲れ」、1990年代から2000年代にかけて行われた日本文化開放政策により、幼少期や学生時代に日本のアニメや漫画などに触れた世代を中心とした日本文化ブーム再燃などの影響もあり、日本からの輸入額は不買運動以前の水準まで回復している。また、先述の「NONOJAPAN」というウェブサイトは、2022年3月に閉鎖されており、事実上不買運動は終結した状態となっている。

### 第三国の反応
- 中華人民共和国外交部長の王毅は、日本と韓国に対し、交渉と対話を通じて善意を示し、貿易の対立を解決するよう促した[159]。
- 朝鮮民主主義人民共和国（北朝鮮）傘下の工作機関である文化交流局は韓国に駐在する工作員に対して、韓日対立の扇動や「韓米日三角同盟」を解体するための活動として、日本大使館への抗議活動や国旗（日の丸）破りなどを指示していたことが2025年1月に読売新聞が韓国の裁判所での判決文から得た情報として報じられた[160]。

## 紛争終結へ
2023年3月6日、韓国政府は旧朝鮮半島出身労働者問題の解決案を表明した。日本政府からはこの内容を評価する旨が示された。
2023年3月7日、経済産業省は「日韓両国政府は、輸出管理に関する日韓間の懸案事項について、双方が2019年7月以前の状態に戻すべく、2020年3月を最後に途絶えていた局長級対話を再開する。なお、韓国政府は、関連協議が行われる間、WTO紛争解決手続きを中断する」と発表した。
2023年3月16日、日韓の局長級の政策対話の結果、韓国の輸出管理体制の改善を確認したこと、前述のWTOへの紛争手続きの中断を受けて、韓国に対する半導体関連品目の輸出管理の厳格化措置を緩和すると発表した。ホワイト国への復帰については、西村経産相は会見で「ホワイト国にするかどうかはまだ何も決まっていない」、「幅広い品目における韓国側の輸出管理制度の実効性をしっかり確認し、今後の姿勢を慎重に見極めていきたい」と述べた。
2023年4月28日、経産省は、韓国側の輸出管理の制度や運用状況を確認した結果、軍事転用への懸念が解消されたと判断し、韓国をグループA（ホワイト国）に復帰させると発表した。
2023年6月27日、韓国をグループA（ホワイト国）に復帰させる政令改正を閣議決定した。政令改正案は6月30日に公布、7月21日に施行されたことにより、日韓両国の経済関係は2019年以前の状態に復帰した。